# Nordkoreas fodboldlandshold
Nordkoreas fodboldlandshold er det nationale fodboldhold i Nordkorea. Det administreres af Nordkoreas fodboldforbund, og har hjemmebane på Kim Il-Sung Stadion i hovedstaden Pyongyang. Holdet spillede sin første landskamp den 7. oktober 1956 i et opgør mod Kina, som blev vundet med 1-0.
I 1966 oplevede holdet sin absolutte stjernestund, da man ved VM i England nåede frem til kvartfinalerne, efter sensationelt at have besejret Italien 1-0 i en af VM-historiens største overraskelser. I kvartfinalen mod Portugal førte man endda med hele 3-0, inden man i sidste ende måtte se sig besejret med 5-3 af portugiserne, anført af verdensstjernen Eusébio.
Holdet har to gange deltaget ved AFC Asian Cup, første gang i 1980, hvor man sluttede på 4. pladsen i turneringen.
Den 17. juni 2009 kvalificerede Nordkorea sig for anden gang i historien til et VM, da man efter at være sluttet på 2. pladsen i Asian Football Confederations kvalifikationspulje 2 blev klar til VM i 2010 i Sydafrika. Her kom Nordkorea i gruppe G, hvor landet kom på fjerdepladsen.
| Fodbold | Spire Denne artikel om et fodboldlandshold er en spire som bør udbygges. Du er velkommen til at hjælpe Wikipedia ved at udvide den. |

|  | Infoboks uden skabelon Denne artikel har en infoboks dannet af en tabel eller tilsvarende. |